# Lamb-Verschiebung

Lamb-Verschiebung als eine von mehreren Aufspaltungen der Energieniveaus des Wasserstoffatoms

Die Lamb-Verschiebung (auch Lamb-Shift) ist ein Effekt in der Quantenphysik, der 1947 von Willis Eugene Lamb und Robert C. Retherford   entdeckt wurde.
Das Experiment zeigte, dass zwei Atomzustände im Wasserstoffatom, die nach der Dirac-Theorie der relativistischen Quantenmechanik exakt gleiche Energien haben sollten, eine – sehr geringe – Energiedifferenz aufwiesen. Diese Entdeckung legte einen Grundstein für die Quantenelektrodynamik. Lamb wurde dafür 1955 mit dem Nobelpreis für Physik ausgezeichnet. Der Nobelpreis bezieht sich auf den Effekt am Wasserstoffatom, aber die Lamb-Verschiebung ist ein allgemeiner quantenelektrodynamischer Effekt.

## Beschreibung
Aus der Dirac-Gleichung ergibt sich, dass Zustände mit gleicher Hauptquantenzahl {\displaystyle n} und gleicher Gesamtdrehimpulsquantenzahl (Bahndrehimpuls plus Spin) {\displaystyle j} im Wasserstoff oder in wasserstoffähnlichen Atomen bezüglich der Nebenquantenzahl {\displaystyle \ell } entartet sind, d. h. dieselbe Energie haben.
Die niedrigsten Zustände, die demnach entartet sein müssten, sind die Zustände {\displaystyle 2s_{1/2}} {\displaystyle (\ell =0)} und {\displaystyle 2p_{1/2}} {\displaystyle (\ell =1)}, die beide die Quantenzahlen {\displaystyle n=2} und {\displaystyle j={\tfrac {1}{2}}} haben.
Lamb und Retherford erzeugten einen Strahl von Wasserstoffatomen im 2s1/2-Zustand und setzten ihn einer Mikrowellenstrahlung von 2395 MHz aus. Dadurch wurden die Atome in den 2p3/2-Zustand angehoben und fielen von dort auf den 2p1/2-Zustand. Ein externes Magnetfeld bewirkte durch den Zeeman-Effekt eine Aufspaltung der Energieniveaus. Durch Variation des Magnetfeldes konnten sie die Energien der Übergänge sehr genau bestimmen und stellten fest, dass der Zustand 2p1/2 um 4,37 μeV niedriger liegt als 2s1/2, entsprechend einem Frequenzunterschied {\displaystyle \Delta \nu =1058\,{\text{MHz}}}. Verglichen mit der Energie der beiden Niveaus von −3,4 eV ist das eine sehr kleine Korrektur (um einen Faktor 10 nochmals kleiner als die Feinstruktur-Aufspaltung zwischen 2p1/2 und 2p3/2), die aber von fundamentaler Bedeutung ist.

## Erklärung
| Beitrag                     | 2p1/2      | 2p1/2     | 2s1/2       | 2s1/2      |
| --------------------------- | ---------- | --------- | ----------- | ---------- |
| Selbstenergie des Elektrons | 4,07 MHz   | 16,8 neV  | 1015,52 MHz | 4199,9 neV |
| Vakuumpolarisation          | 0 MHz      | 0 neV     | −27,13 MHz  | −112,2 neV |
| anomales magn. Moment       | −16,95 MHz | −70,1 neV | 50,86 MHz   | 210,3 neV  |

Die ersten Berechnungen zur Lamb-Verschiebung nahm Hans Bethe vor, gefolgt von Richard Feynman und Julian Schwinger. Drei quantenelektrodynamische Effekte liefern den größten Beitrag: die Selbstenergie des Elektrons, Vakuumpolarisation sowie das anomale magnetische Moment.

### Selbstenergie

Feynman-Diagramm der Selbstenergie

Den größten Anteil an der Lamb-Verschiebung hat die Selbstenergie des Elektrons, d. h. seine Wechselwirkung mit Vakuumfluktuationen. In Übereinstimmung mit der heisenbergschen Unschärferelation werden virtuelle Photonen aus dem Vakuumfeld absorbiert und emittiert. Die dadurch hervorgerufene Bewegung (vgl. auch Zitterbewegung) verändert im zeitlichen Mittel das auf das Elektron wirkende Potential. Relevant wird der Effekt nahe am Zentrum des Atoms {\displaystyle (r=0)}, vor allem innerhalb des Kerns, wo das Potential von der Coulombform abweicht. Dies betrifft vorwiegend Elektronen mit Drehimpulsquantenzahl {\displaystyle \ell =0} (s-Zustände), deren Aufenthaltswahrscheinlichkeit im Kern klein, aber relevant ist, während für {\displaystyle \ell >0} die Wellenfunktion des Elektrons im Zentrum null ist. s‑Elektronen sind somit geringfügig schwächer gebunden.
Deshalb wird eine kleine Korrektur {\displaystyle \delta r} zur Berechnung der potentiellen Energie hinzugefügt, die näherungsweise wie folgt geschrieben werden kann:
{\displaystyle \langle E_{\mathrm {pot} }\rangle =-{\frac {Ze^{2}}{4\pi \varepsilon _{0}}}\left\langle {\frac {1}{r+\delta r}}\right\rangle }
mit
Kernladungszahl {\displaystyle Z},
Elementarladung {\displaystyle e},
elektrischer Feldkonstante {\displaystyle \varepsilon _{0}} und
Abstand {\displaystyle r}.

### Vakuumpolarisation

Feynman-Diagramm der Vakuumpolarisation

Ein weiterer Beitrag zur Lamb-Verschiebung kann auf die Vakuumpolarisation zurückgeführt werden. Durch Erzeugung und Vernichtung virtueller Teilchenpaare verhält sich das Vakuum wie ein dielektrisches Medium, das die Ladung des Kerns abschirmt. Sehr nahe am Kern ist dessen effektive Ladung erhöht, das elektrische Potential ist dadurch tiefer (Uehling-Effekt). Auch hiervon sind wiederum hauptsächlich s‑Elektronen betroffen.
Die Vakuumpolarisation trägt – mit entgegengesetztem Vorzeichen – kaum mehr als 2 % zum Gesamteffekt bei (in myonischen Atomen hingegen ist der Anteil dominant), aber die theoretischen Berechnungen und Experimente waren so präzise, dass dieser Beitrag und damit die Vakuumpolarisation bestätigt werden konnte.

### Anomales magnetisches Moment

Feynman-Diagramm einer Vertexkorrektur

Ein weiterer Beitrag resultiert aus dem anomalen magnetischen Moment des Elektrons (das v. a. von Vertexkorrekturen herrührt).

### Gesamter Effekt
Es gibt weitere Beträge höherer Ordnung (d. h. beschrieben durch höhere Potenzen der Feinstrukturkonstante α).
Die Lamb-Verschiebung ergibt sich so zu:
{\displaystyle \Delta E_{\mathrm {Lamb} }(n,\ell =0,j={\tfrac {1}{2}})=(Z\alpha )^{4}{\frac {4\alpha }{3\pi n^{3}}}m_{\mathrm {e} }c^{2}\left(\ln \left({\frac {m_{\mathrm {e} }c^{2}}{2R_{y}}}\right)-\gamma (n,\ell ,j)+{\frac {19}{30}}\right)}
respektive:
{\displaystyle \Delta E_{\mathrm {Lamb} }(n,\ell \neq 0,j)=(Z\alpha )^{4}{\frac {4\alpha }{3\pi n^{3}}}m_{\mathrm {e} }c^{2}\left(\ln \left((Z\alpha )^{2}{\frac {m_{\mathrm {e} }c^{2}}{2R_{y}}}\right)-\gamma (n,\ell ,j)+{\frac {3}{8}}{\frac {j(j+1)-\ell (\ell +1)-{\frac {3}{4}}}{\ell (\ell +1)(2\ell +1)}}\right)}
Dabei sind:
- {\displaystyle \alpha } die Feinstrukturkonstante
- {\displaystyle m_{\mathrm {e} }} die Masse des Elektrons
- {\displaystyle c} die Lichtgeschwindigkeit
- {\displaystyle n,\ell ,j} die Haupt-, Neben- und Gesamtdrehimpulsquantenzahl
- {\displaystyle R_{y}} die Rydberg-Energie
- {\displaystyle \gamma } der Bethe-Logarithmus

Der Bethe-Logarithmus kann numerisch berechnet werden und beträgt für die niedrigsten Orbitale
{\displaystyle {\begin{aligned}\gamma (1,0,{\tfrac {1}{2}})&=2{,}98\dots \\\gamma (2,0,{\tfrac {1}{2}})&=2{,}81\dots \\\gamma (2,1,j)&=0{,}03\dots \end{aligned}}}
Mit diesen Werten beträgt die Energiedifferenz {\displaystyle \delta E} zwischen den {\displaystyle 2s_{1/2}}- und {\displaystyle 2p_{1/2}}-Orbitalen {\displaystyle \delta E=4{,}37\cdot 10^{-6}\,{\text{eV}}}, entsprechend einem Frequenzunterschied {\displaystyle \delta f} der Spektrallinien von {\displaystyle \delta f=1058\,{\text{MHz}}}, in präziser Übereinstimmung mit dem Experiment.

## Lamb-Verschiebung in myonischen Atomen
In myonischen Atomen, also Atomen, in denen ein Elektron durch ein Myon ersetzt ist, tritt der Effekt deutlich stärker auf, weil der Bahnradius des Myons weit geringer und das anomale magnetische Moment größer ist. Für myonischen Wasserstoff liegen die Zustände 2s1/2 und 2p1/2 um 202,4 meV auseinander, also rund 46.000-mal so viel wie im gewöhnlichen Wasserstoff. Den größten Anteil hat hierbei die Vakuumpolarisation. Ebenso wächst der Effekt mit Kernladung und ‑radius. Allerdings wird er bei Atomen mit mehr als einem Elektron durch andere Effekte (Abschirmung der Kernladung durch die anderen Elektronen) überlagert.